# Arcidiocesi di Ouagadougou
L'arcidiocesi di Ouagadougou (in latino Archidioecesis Uagaduguensis) è una sede metropolitana della Chiesa cattolica in Burkina Faso. Nel 2021 contava 1.078.700 battezzati su 3.188.000 abitanti. È retta dall'arcivescovo Prosper Kontiebo, M.I.

## Territorio
L'arcidiocesi si trova in Burkina Faso e comprende la città di Ouagadougou capitale dello stato, dove si trova la cattedrale dell'Immacolata Concezione. A Yagma, nel dipartimento di Ouagadougou, sorge la basilica minore e santuario di Nostra Signora.
Il territorio si estende su una superficie di 9.600 km² ed è suddiviso in 34 parrocchie.

## Storia
Il vicariato apostolico di Ouagadougou fu eretto il 2 luglio 1921 con il breve Ex officio supremi di papa Benedetto XV, in seguito alla divisione del vicariato apostolico del Sahara nel Sudan francese, che diede origine anche al vicariato apostolico di Bamako (oggi arcidiocesi di Bamako).
Dal 1926 al 1947 il vicariato cedette numerosi territori a vantaggio dell'erezione di nuove prefetture apostoliche e precisamente:
- la prefettura apostolica di Navrongo (oggi arcidiocesi di Tamale) l'11 gennaio 1926;
- la prefettura apostolica di Bobo-Dioulasso (oggi arcidiocesi) il 15 dicembre 1927;
- la prefettura apostolica di Niamey (oggi arcidiocesi) il 28 aprile 1942;
- la prefettura apostolica di Gao (oggi diocesi di Mopti) il 9 giugno 1942;
- la prefettura apostolica di Ouahigouya (oggi diocesi di Koudougou) il 12 giugno 1947.

Il 14 settembre 1955 il vicariato apostolico è stato elevato al rango di arcidiocesi metropolitana con la bolla Dum tantis di papa Pio XII.
Dal 1956 al 1997 l'arcidiocesi ha ceduto altri territori a vantaggio dell'erezione di nuove diocesi e precisamente:
- la diocesi di Koupéla (oggi arcidiocesi) il 20 febbraio 1956;
- la diocesi di Kaya il 26 giugno 1927;
- la diocesi di Manga il 2 gennaio 1997.

## Cronotassi dei vescovi
Si omettono i periodi di sede vacante non superiori ai 2 anni o non storicamente accertati.
- Joanny Thévenoud, M.Afr. † (8 luglio 1921 - 16 settembre 1949 deceduto)
- Emile-Joseph Socquet, M.Afr. † (16 settembre 1949 - 12 gennaio 1960 dimesso[1])
- Paul Zoungrana, M.Afr. † (5 aprile 1960 - 10 giugno 1995 ritirato)
- Jean-Marie Untaani Compaoré † (10 giugno 1995 - 13 maggio 2009 ritirato)
- Philippe Nakellentuba Ouédraogo (13 maggio 2009 - 16 ottobre 2023 ritirato)
- Prosper Kontiebo, M.I., dal 16 ottobre 2023

## Statistiche
L'arcidiocesi nel 2021 su una popolazione di 3.188.000 persone contava 1.078.700 battezzati, corrispondenti al 33,8% del totale.
| anno | popolazione | popolazione | popolazione | presbiteri | presbiteri | presbiteri | presbiteri                | diaconi | religiosi | religiosi | parrocchie |
| anno | battezzati  | totale      | %           | numero     | secolari   | regolari   | battezzati per presbitero | diaconi | uomini    | donne     | parrocchie |
| ---- | ----------- | ----------- | ----------- | ---------- | ---------- | ---------- | ------------------------- | ------- | --------- | --------- | ---------- |
| 1950 | 22.870      | 980.215     | 2,3         | 55         | 12         | 43         | 415                       |         | 5         | 60        | 9          |
| 1970 | 66.767      | 1.127.332   | 5,9         | 76         | 36         | 40         | 878                       |         | 104       | 151       | 15         |
| 1978 | 132.457     | 929.484     | 14,3        | 82         | 44         | 38         | 1.615                     |         | 82        | 183       | 15         |
| 1990 | 241.716     | 1.444.046   | 16,7        | 98         | 59         | 39         | 2.466                     |         | 113       | 215       | 17         |
| 1999 | 327.758     | 1.532.950   | 21,4        | 135        | 87         | 48         | 2.427                     |         | 168       | 315       | 16         |
| 2000 | 418.482     | 1.588.637   | 26,3        | 117        | 69         | 48         | 3.576                     |         | 165       | 263       | 15         |
| 2001 | 357.832     | 1.649.820   | 21,7        | 142        | 88         | 54         | 2.519                     |         | 198       | 383       | 15         |
| 2002 | 378.498     | 1.946.820   | 19,4        | 147        | 97         | 50         | 2.574                     | 1       | 167       | 377       | 17         |
| 2003 | 392.983     | 1.946.820   | 20,2        | 152        | 97         | 55         | 2.585                     |         | 284       | 423       | 17         |
| 2004 | 442.162     | 1.946.820   | 22,7        | 167        | 103        | 64         | 2.647                     |         | 300       | 451       | 17         |
| 2013 | 851.414     | 2.495.000   | 34,1        | 192        | 105        | 87         | 4.434                     |         | 358       | 409       | 23         |
| 2016 | 907.567     | 2.740.139   | 33,1        | 240        | 127        | 113        | 3.781                     |         | 395       | 594       | 28         |
| 2019 | 1.017.800   | 3.006.000   | 33,9        | 241        | 127        | 114        | 4.223                     |         | 436       | 514       | 31         |
| 2021 | 1.078.700   | 3.188.000   | 33,8        | 280        | 133        | 147        | 3.852                     |         | 446       | 511       | 34         |